# Na’ur Dżurin
Na’ur Dżurin (arab. ناعور جورين) – miejscowość w Syrii, w muhafazie Hama. W 2004 roku liczyła 1439 mieszkańców.